# David Anderson (homme politique, 1937)
Pour les articles homonymes, voir Anderson et David Anderson.
David Anderson, né le 16 août 1937 à Victoria  en Colombie-Britannique, est un homme politique et un rameur d'aviron canadien.

## Biographie
Il intègre l'Université de Colombie-Britannique pour étudier le droit (dont il est diplômé en 1962), et pratique en parallèle l'aviron, remportant pour le Canada une médaille d'argent en huit aux Jeux panaméricains de 1959. Il remporte aussi aux Jeux olympiques d'été de 1960 une médaille d'argent en huit. Il est aussi pilote de réserve de l'Aviation royale canadienne de 1955 à 1958.
Membre du Parti libéral du Canada, il est notamment député fédéral canadien de 1968 à 1972 et de 1993 à 2006, ministre du Revenu national de 1993 à 1996, ministre des Transports de 1996 à 1997, ministre des Pêches et Océans de 1997 à 1999 et ministre de l'Environnement de 1999 à 2004.
Il est le cousin de l'homme politique Alastair Gillespie.